# Concerto d'Aranjuez
Pour les articles homonymes, voir Aranjuez (homonymie).
Le Concerto d'Aranjuez (Concierto de Aranjuez en espagnol) pour guitare et orchestre en ré majeur est une œuvre du compositeur espagnol Joaquín Rodrigo composée en 1939, lors de la dernière année de son séjour à Paris.

## Concerto

### Inspiration
Joaquín Rodrigo a écrit cinq concertos pour guitare ; celui-ci est le premier et le plus célèbre. Comme beaucoup de compositions du musicien, il s'inspire de musiques plus anciennes, ici de Domenico Scarlatti et du Padre Antonio Soler. Il s'agit d'une commande du marquis de Bolarque datant de 1938.
Le Concierto de Aranjuez tire son nom des jardins du palais royal d'Aranjuez, situé à 44 km au sud de Madrid, initialement construit pour Philippe II d'Espagne, et notablement remanié au milieu du XVIIIe siècle pour Ferdinand VI d'Espagne.
Joaquín Rodrigo voulait que son concerto transporte l'auditeur dans un autre espace et un autre temps. Il dit que son œuvre capture « les fragrances des magnolias, le chant des oiseaux, et les ruissellements des fontaines » du jardin d'Aranjuez.
Joaquín Rodrigo et sa femme Victoria sont restés silencieux pendant de nombreuses années sur la création du second mouvement[pas clair], ce qui permit la naissance d'une rumeur selon laquelle il serait inspiré du bombardement de Guernica en 1937. Finalement, dans son autobiographie, Victoria révéla qu'il s'agissait d'une évocation des jours heureux de leur lune de miel, ainsi que d'une réaction de Joaquín à la déception de sa première grossesse infructueuse. Il fut composé en 1939 à Paris.

### Mouvements
Il se compose de trois mouvements et son exécution demande à peu près 20 minutes :
1. Allegro con spirito, qui est animé par un rythme vigoureux, qu'aucun des deux thèmes qu'il contient ne vient interrompre ;
2. Adagio, qui est le mouvement le plus connu, et qui est un dialogue entre la guitare et des instruments solo (cor anglais, basson, hautbois, cor d'harmonie etc.) ;
3. Allegro gentile, qui rappelle une danse de cour, avec une combinaison de rythmes binaires et ternaires qui soutiennent un tempo vif jusqu'à la fin.

### Première
La première à Barcelone en est donnée, le 9 novembre 1940, par Regino Sáinz de la Maza à la guitare, et par l'Orchestre philharmonique de Barcelone dirigé par Cesar Mendoza Lasalle.
La première à Madrid en est donnée, le 11 décembre 1940 au Teatro Español, avec le même soliste, de la Maza, et un orchestre dirigé par Jesús Arámbarri.

## Adaptations
De nombreuses adaptations de ce morceau, surtout de son deuxième mouvement, ont été réalisées, une des plus célèbres étant celle du jazzman Miles Davis, avec un arrangement de Gil Evans. Sur l'album Sketches of Spain (1960), Davis raconte : 

« Cette mélodie est si forte que plus elle est jouée douce, plus elle est forte, et plus elle est jouée forte, plus elle devient faible. »

La version du violoniste Ikuko Kawai, Aranjuez, est une adaptation plus rapide que l'originale. 
La transcription du clarinettiste Jean-Christian Michel a tenu la tête des hits parade durant des années avec des ventes de disques atteignant 1 500 000 copies en albums 30 cm,.
Le guitariste Buckethead évoque Sketches of Spain dans son album Electric Tears, qui est un hommage à Miles Davis. Le bassiste Buster Williams a fait une transcription pour basse du second mouvement dans son album Griot Liberté (2006).
En 1991, le guitariste espagnol de flamenco Paco de Lucía a donné sa propre interprétation (trois premières pistes) en privilégiant le rythme plutôt que le ton de la guitare classique. Joaquín Rodrigo en fut ravi, déclarant que personne n'avait joué sa composition d'une manière si brillante.[réf. nécessaire]
Le pianiste de jazz Chick Corea a repris le début du second mouvement en introduction de son hit Spain. Al Jarreau se servit du même début pour son arrangement chanté de Spain.
Une version de Miles Davis, Sketches, a été donnée par Jim Hall sur son album de 1975 Concierto (où figurent aussi Chet Baker, Paul Desmond, Ron Carter, Steve Gadd et Roland Hanna). Le concerto, pièce maîtresse de cet album, est considéré comme le sommet de la carrière de Jim Hall. 
Le Modern Jazz Quartet a fait plusieurs enregistrements du concerto, dont un avec Laurindo Almeida.
Jim Roberts d'Orlando (Floride) l'a enregistré deux fois, une première fois avec son trio et une seconde fois avec son Saxtet.
Une version intitulée Rodrigo's Guitar Concerto de Aranjuez (Theme from 2nd movement) a été donnée par The Shadows en 1979.
L'adagio se trouve aussi sur le single Rodrigo's Guitar Concerto par Geoff Love (sous le nom de Manuel & the Music of the Mountains) en 1976. Il a atteint la troisième place au British singles chart.
La chanteuse libanaise Fairuz a repris le deuxième mouvement dans sa célèbre chanson sur la capitale libanaise Li Bayrut.
Le chanteur grec, né en Égypte, Demis Roussos a utilisé le deuxième mouvement pour sa chanson Follow Me. En 1967, le chanteur français Richard Anthony a sorti sa version nommée Aranjuez, mon amour, avec des paroles de Guy Bontempelli. Cette version sera reprise notamment par Nana Mouskouri et Amália Rodrigues, puis par Dalida en 1967 sous le titre de Aranjuez, la tua voce.
En 1976, Michel Sardou et Jacques Revaux ont aussi repris le deuxième mouvement pour la musique de Je vais t'aimer.
Le joueur de claviers et de basse John Paul Jones, du groupe Led Zeppelin, a inclus quelques extraits du concerto dans une improvisation de la chanson No Quarter lors de la tournée de 1977.
Une version du concerto figure sur un album paru en 1986, et portant ce même titre, du groupe de musique new-age allemand Cusco. Cette version a été reprise dans le double CD Sound of Europe, édité en 1993 par la revue New Mag's (sur le label Blue Flame).[réf. nécessaire]
Le concerto a été joué par le Grimethorpe Colliery Band dans le film Les Virtuoses de Mark Herman. Il est parfois renommé en « Concierto d'Orangejuice », dont un arrangement célèbre a été créé par Kevin Bolton. Dans le film, sorti en 1996, l'œuvre tient une place importante dans l'histoire : elle y est interprétée par un brass band constitué de mineurs du nord de l'Angleterre.